# لارس مگنوس اریکسون
لارس مگنوس اریکسون، (به سوئدی: Lars Magnus Ericsson) (زاده ۵ مه ۱۸۴۶ - درگذشته ۱۷ دسامبر ۱۹۲۶) کارآفرین و مخترع سوئدی بود، که در سال ۱۸۷۶ شرکت اریکسون را تأسیس نمود.
وی پیش از تأسیس اریکسون، برای چند سال در شرکت زیمنس کار می‌کرد. او در سال ۱۹۰۰ در حالی که تنها ۵۴ سال داشت، خود را از شرکت اریکسون بازنشسته کرد و در ۱۹۰۵ نیز تمامی سهام خود در شرکت اریکسون را، بفروش رساند.